# ガルド・マンジェ
ガルド・マンジェ（フランス語: garde manger）はフランス料理のブリガード・ド・キュイジーヌにおいて、冷製オードブルや冷たいデザートなどを担当する料理人のこと。各セクションに配る食材の管理や食材の下ごしらえも行う。
元々は「食料品保管庫」の意味であり（フランス語版WikipediaのGarde-manger項目は、猫やネズミ、虫などから食材を守る保管庫の意で記述されている）、そういった保管庫や冷蔵庫内の食材管理の担当者が「ガルド・マンジェ」であった。